# Гайнріх Мюллер
Гайнріх Мюллер (нім. Heinrich Müller, нар. 13 травня 1909 — пом. 5 квітня 2000) — австрійський футболіст, що грав на позиції нападника. По завершенні ігрової кар'єри — футбольний тренер.

## Життєпис
Вихованець віденської команди «Вінер АК». З 1926 року почав залучатися до виступів за головну команду. В 19 років став повноцінним гравцем основного складу. Найбільш вдалим у цьому клубові став 1931 рік. Восени команда здобула кубок Австрії. Турнір проходив за експериментальною схемою: десять команд визначали переможця у круговому турнірі. Гайнріх Мюллер забивав у кожному поєдинку, у тому числі і вирішальний — у ворота «Вінер Шпорт-Клуба».
Команда здобула путівку до кубку Мітропи. На шляху до фіналу були здобуті перемоги над угорською «Хунгарією» і чеською «Спартою». У вирішальних матчах сильнішим виявився діючий чемпіон Австрії — клуб «Фірст Вієнна». Гайнріх Мюллер брав участь в обох фінальних поєдинках, забив один гол.
У національній збірній дебютував 20 березня 1932 року у Відні. У матчі кубка Центральної Європи австрійці перемогли збірну Італії. До жовтня наступного року провів ще чотири поєдинки у головній команді країни і в кожному забивав по голу.
Також виступав у складі збірної Відня. Дебютував у 1929 році у поєдинку проти збірної Братислави, у якому відкрив рахунок уже на 3-й хвилині матчу, хоча його у команда у підсумку поступилась з рахунком 2:3. Також виступав у таких міжнародних іграх збірної Відня: Прага (2:1, забив гол, 1930 рік), Кельн (6:1, забив гол, 1931), Дуйсбург (6:2, 131), Прага (0:2, 1933) і Париж (4:1, 1933).
1935 року переїхав до Угорщини. У «Хунгарії» відразу став гравцем основи. Вніс вагомий внесок у здобуття двох чемпіонських титулів, був одним із найкращих голеадорів ліги. Всього за команду з Будапешта провів у чемпіонаті Угорщини 49 поєдинків, забив 35 м'ячів.
До віденської «Аустрії» перейшов у 1940 році. В чемпіонаті 1946/47 був граючим тренером команди, а по його завершенні — зосередився на тренерській діяльності. Під його керівництвом клуб тричі перемагав у чемпіонаті і двічі у кубку Австрії. Головними «зірками» того складу були Ернст Оцвірк і Ернст Стояспал — один з найкращих бомбардирів в історії австрійського футболу. У 1951 році команда провела турне по Південній Америці. На «Маракані» був розгромлений уругвайський «Насьйональ», у складі якого грало шість чемпіонів світу 1950 року. Працював в «Аустрії» до 1954 року.
В одному матчі був керманичем збірної Нідерландів. 15 серпня 1956 року в Лозанні підопічні Мюллера перемогли швейцарців з рахунком 3:2.
З кінця 50-х і до початку 70-х років працював головним тренером у нідерландському клубові «Віллем II», грецькому АЕКу і віденській «Аустрії».
Помер 5 квітня 2000 року на 91-му році життя.

## Досягнення
Гравець
- Фіналіст кубка Мітропи (1): 1931
- Чемпіон Угорщини (2): 1936, 1937
- Володар кубка Австрії (1): 1931

Тренер
- Чемпіон Австрії (3): 1949, 1950, 1953
- Володар кубка Австрії (2): 1948, 1949

## Статистика
| Сезон                | Команда              | Чемпіонат | Чемпіонат | Кубок | Кубок | Усього | Усього |
| Сезон                | Команда              | І         | Г         | І     | Г     | І      | Г      |
| -------------------- | -------------------- | --------- | --------- | ----- | ----- | ------ | ------ |
| 1926-27              | «Вінер АК»           | 3         | 1         | 1     | 0     | 4      | 1      |
| 1927-28              | «Вінер АК»           | 10        | 3         | 6     | 1     | 16     | 4      |
| 1928-29              | «Вінер АК»           | 22        | 4         | 5     | 4     | 27     | 8      |
| 1929-30              | «Вінер АК»           | 20        | 6         | 5     | 7     | 25     | 13     |
| 1930-31              | «Вінер АК»           | 17        | 7         | 9     | 10    | 26     | 17     |
| 1931-32              | «Вінер АК»           | 21        | 5         | 6     | 7     | 27     | 12     |
| 1932-33              | «Вінер АК»           | 22        | 6         | 3     | 1     | 25     | 7      |
| 1933-34              | «Вінер АК»           | 22        | 10        | 2     | 0     | 24     | 10     |
| 1934-35              | «Вінер АК»           | 14        | 2         | 0     | 0     | 14     | 2      |
| Усього за «Вінер АК» | Усього за «Вінер АК» | 151       | 44        | 37    | 30    | 188    | 74     |
| 1935-36              | «Хунгарія»           | 25        | 20        | —     | —     | 25     | 20     |
| 1936-37              | «Хунгарія»           | 24        | 15        | —     | —     | 24     | 15     |
| Усього за «Хунгарію» | Усього за «Хунгарію» | 49        | 35        | —     | —     | 49     | 35     |

| Дата       | Місто    | Господарі      | Результат | Гості     | Турнір                   | Голи | Примітки |
| ---------- | -------- | -------------- | --------- | --------- | ------------------------ | ---- | -------- |
| 20-3-1932  | Відень   | Австрія        | 2 – 1     | Італія    | Кубок Центральної Європи | -    |          |
| 2-10-1932  | Будапешт | Угорщина       | 2 – 3     | Австрія   | товариський матч         | 1    |          |
| 23-10-1932 | Відень   | Австрія        | 3 – 1     | Швейцарія | Кубок Центральної Європи | 1    |          |
| 17-9-1933  | Прага    | Чехословаччина | 3 – 3     | Австрія   | товариський матч         | 1    |          |
| 1-10-1933  | Відень   | Австрія        | 2 – 2     | Угорщина  | товариський матч         | 1    |          |
| Усього     |          | Матчів         | 5         |           | Голів                    | 4    |          |